# Siminoc (okręg Vrancea)
Siminoc – wieś w Rumunii, w okręgu Vrancea, w gminie Dumitrești. W 2011 roku liczyła 141
mieszkańców